# Crypteroniaceae
Crypteroniaceae, biljna porodica u redu mirtolike. Sastoji se od tri roda i 12 vrsta grmlja i drveća. Ime je dobila po rodu Crypteronia iz jugoistočne Azije, najviše na Borneu.

## Rodovi
1. Axinandra Thwaites (4 spp.)
2. Crypteronia Blume (7 spp.)
3. Dactylocladus Oliv. (1 sp.)